# یواس‌ان‌اس پاتوکسنت (تی-ای‌او-۲۰۱)
یواس‌ان‌اس پاتوکسنت (تی-ای‌او-۲۰۱) (به انگلیسی: USNS Patuxent (T-AO-201)) یک کشتی به طول آن ۶۷۷ فوت (۲۰۶ متر) است. این کشتی در سال ۱۹۹۴ ساخته شد.